# فرانسیس تاونزند
فرانسیس تاونزند (انگلیسی: Frances Townsend؛ زادهٔ ۲۸ دسامبر ۱۹۶۱) یک سیاست‌مدار و ۳مین مشاور امنیت میهن ایالات متحده آمریکا است.